# Juliette Samuel-Blum
Juliette Samuel-Blum (Victoria, 1877 – Elsene, 1931) was een Canadees-Belgisch acteur, beeldhouwer en kunstschilder.

## Leven en werk
Blum trok vanuit haar geboorteland Canada naar Europa, waar ze woonde in Parijs en Brussel. Ze werkte er aanvankelijk als acteur, later als beeldend kunstenaar. In 1911 trouwde ze met beeldhouwer Charles Samuel (1862-1938), weduwnaar van de Franse pianiste Clotilde Kleeberg, met wie ze in Elsene ging wonen. Samuel-Blum werkte vooral in marmer en maakte bustes en figuren. Ze signeerde haar beeldhouwwerken met Juliette Ch. Samuel.
Ze behoorde met onder anderen Elise Van den Bossche, Hélène Cornette, Henriëtte Calais, Adelaïde Lefebvre, Jenny Lorrain, Berthe Van Tilt, Yvonne Serruys en Julia Vanzype tot de eerste generatie Belgische beeldhouwsters die vanaf eind 19e eeuw deelnamen aan de Belgische Salons. Ze exposeerde onder andere tijdens de Salon d'Automne (1909, 1910, 1911), II Esposizione Internazionale femminile di Belle Arti, de internationale tentoonstelling voor vrouwen in Turijn (1913), naast Berthe Centner, Hélène Cornette en Alice Hölterhoff-de Harven bij de De Hedendaagsche Vrouw (1914) in Antwerpen en bij de Cercle Artistique et Littéraire in Brussel (1931).

## Galerij

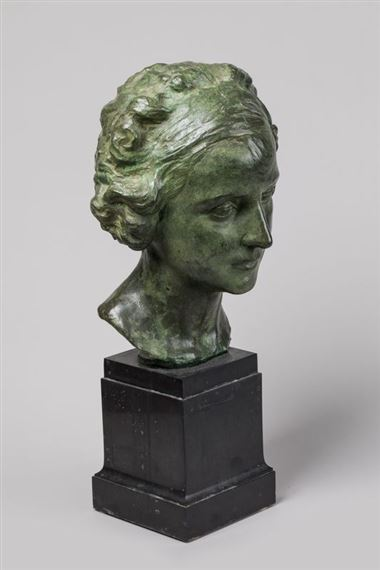
Jong meisje
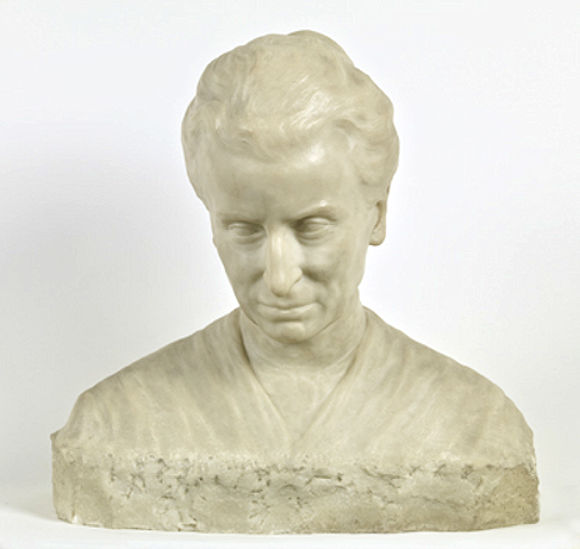
Buste van schilderes Anna Boch
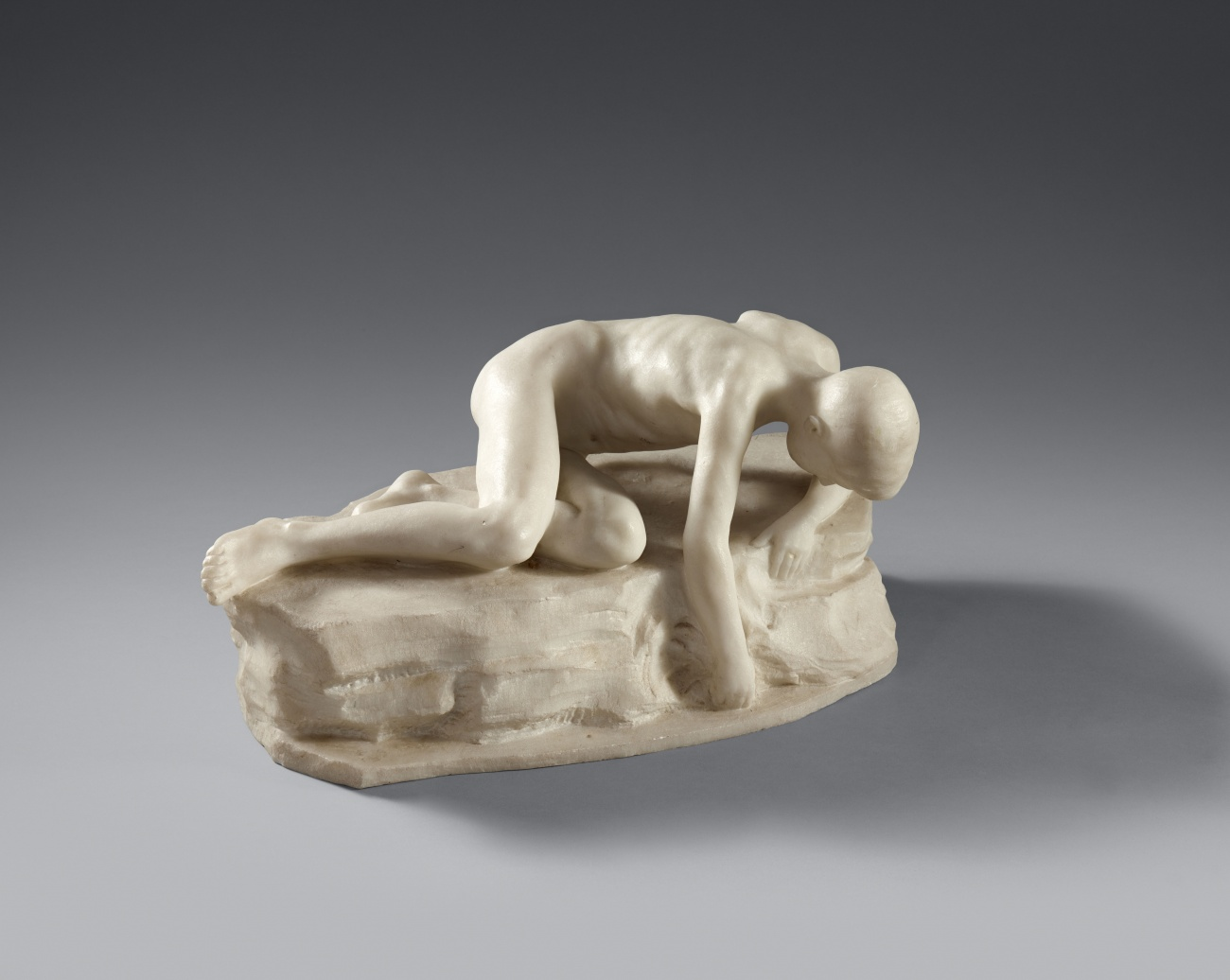
Narciscus

- RKD-Nederlands Instituut voor Kunstgeschiedenis: 331071